# Kazuárfejű sügér
A kazuárfejű sügér (Steatocranus casuarius) a sugarasúszójú halak (Actinopterygii) osztályába, ezen belül a sügéralakúak (Perciformes) rendjébe és a Cichlidae családjába tartozó faj.

## Előfordulása
Afrika területén honos. Lassú folyású öblök, kiöntések lakója.

## Megjelenése
Testhossza 8-14 centiméter. A hal teste szürkésbarnás, a hím fején jellegzetes nagy zsírpúp található és a hátúszója erősen megnyúlt. A nőstényen is van púp, de az övé nem olyan szembetűnő. Mivel a fajnak viszonylag kicsi úszóhólyagja van, nem úszik kitartóan, hanem kis ugrásokkal mozog a medence alján.

## Életmódja
Mindenevő, szereti az élő eleséget, de a lágy növényi táplálékot is megeszi.
Békés hal, megfér nagyobb sügérek és lazacok mellett. A vízminőségre és a hőmérsékletre nem érzékeny. Igényli a köveket és a virágcserepet, melyek búvóhelyként szolgálnak a számára.

## Szaporodása
Irkarakó, üregekben ívik, ivadékait gondozza. A szülők együtt nevelik a kicsiket, felváltva vigyáznak rájuk.